# Vincenzo Picardi
Vincenzo Picardi (n. 20 octombrie 1983, Casoria, Campania, Italia) este un boxer ce a reprezentat Italia, medaliat olimpic. A participat la 2 ediții ale Jocurilor Olimpice (2008, 2012) în care a câștigat o medalie de bronz.